# Chaetonotus luporinii
Chaetonotus luporinii är en djurart som tillhör fylumet bukhårsdjur, och som beskrevs av Balsamo, Fregni och Ezio Tongiorgi 1996. Chaetonotus luporinii ingår i släktet Chaetonotus och familjen Chaetonotidae. Inga underarter finns listade i Catalogue of Life.